# Oze (Fluss)
Die Oze ist ein Fluss in Frankreich, der im Département Côte-d’Or in der Region Bourgogne-Franche-Comté verläuft. Sie entspringt im Gemeindegebiet von Blaisy-Bas, entwässert generell in nordwestlicher Richtung und mündet nach rund 42 Kilometern an der Gemeindegrenze von Venarey-les-Laumes und Ménétreux-le-Pitois als rechter Nebenfluss in die Brenne.

## Orte am Fluss
(Reihenfolge in Fließrichtung)
- Blaisy-Bas
- Turcey
- Verrey-sous-Salmaise
- Salmaise
- Boux-sous-Salmaise
- Thenissey
- Gissey-sous-Flavigny
- Venarey-les-Laumes

## Sehenswürdigkeiten

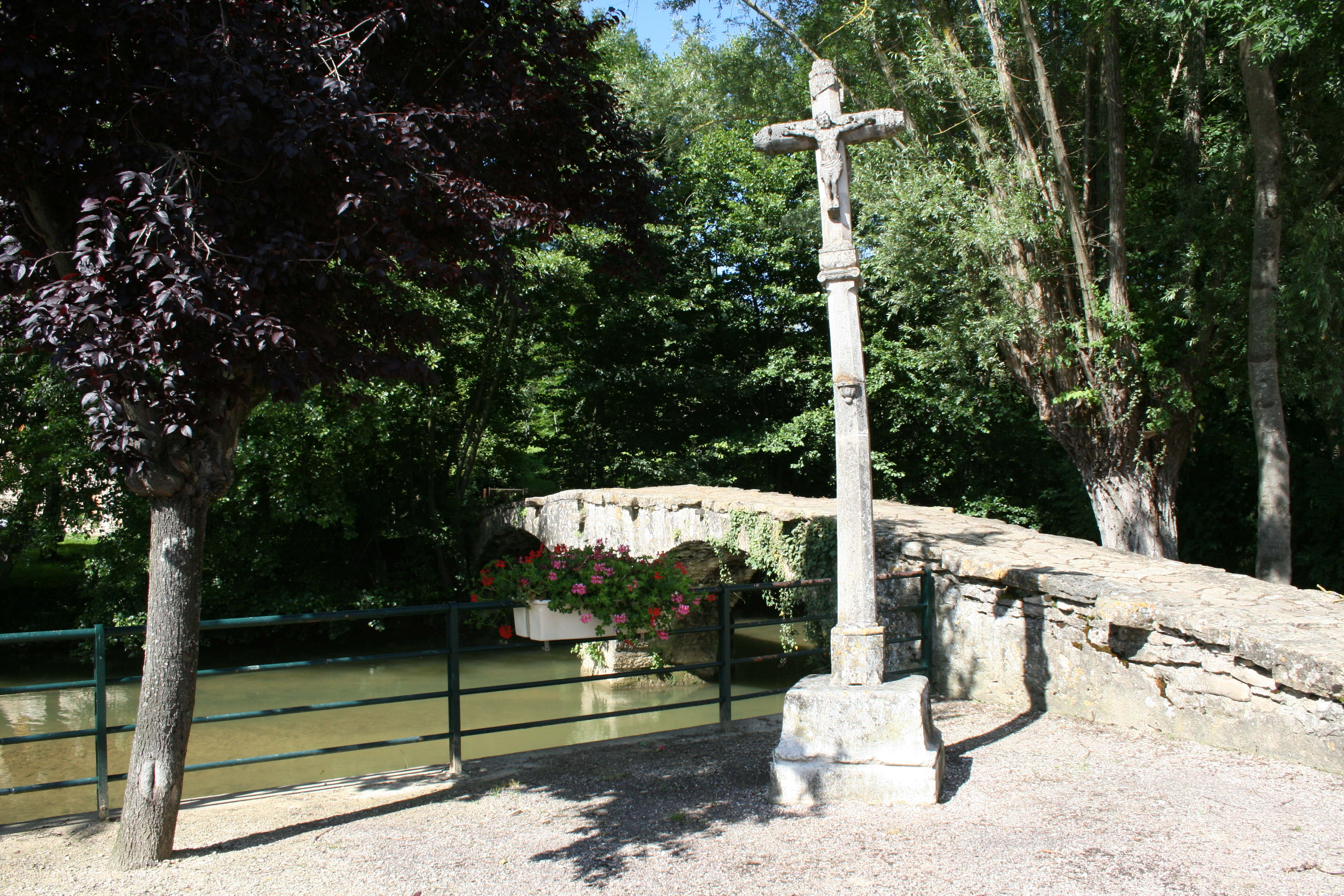
Brücke bei Venarey-les-Laumes

- Brücke aus dem 16. Jahrhundert bei Venarey-les-Laumes – Monument historique[4]